# Kefersteinia excentrica
Kefersteinia excentrica là một loài thực vật có hoa trong họ Lan. Loài này được Dressler & Mora-Ret. mô tả khoa học đầu tiên năm 1993.